# NGC 5146
NGC 5146 is een elliptisch sterrenstelsel in het sterrenbeeld Maagd. Het hemelobject werd op 9 april 1784 ontdekt door de Duits-Britse astronoom William Herschel.

## Synoniemen
- MCG -2-34-49
- NPM1G -12.0454
- PGC 47055